# Assoro

Localització d'Assoro

Assoro (sicilià Àsaru) és un municipi italià, dins de la província d'Enna. L'any 2007 tenia 5.326 habitants. Limita amb els municipis d'Agira, Enna, Leonforte, Nissoria, Piazza Armerina, Raddusa (CT), Ramacca (CT) i Valguarnera Caropepe.

## Administració
| Període | Identitat    | Partit      |
| ------- | ------------ | ----------- |
| 2008-   | Pino Capizzi | Centredreta |